# Juan Centeno Sotomayor
Juan Centeno Sotomayor fue un político peruano. Hijo de Anselmo Centeno quien fuera el primer presidente de la Sociedad de Beneficencia Pública del Cusco.
Fue diputado de la República del Perú por la provincia de Canchis entre 1849 y 1853 durante el primer gobierno de Ramón Castilla y José Rufino Echenique. Durante su gestión impulsó la colonización de la amazonia cusqueña
Juan Centeno, viajó en 1848 a París, para publicar - contando con el apoyo de Andrés de Santa Cruz exiliado en París -  el manuscrito de Justo Sahuaraura Inca sobre la historia de los últimos incas y la lengua quechua "Recuerdos de la monarquía peruana,ó bosquejo de la historia de los incas"
Fue miembro del Congreso Constituyente de 1860 por la provincia de Canchis entre julio y noviembre de 1860. que, durante el tercer gobierno de Ramón Castilla, elaboró la Constitución de 1860, la séptima que rigió en el país y la que más tiempo ha estado vigente pues duró, con algunos intervalos, hasta 1920, es decir, sesenta años. Luego de expedida la constitución, el congreso se mantuvo como congreso ordinario hasta 1863 y fue elegido nuevamente en 1864.